# 中島通 (神戸市)
中島通（なかじまどおり）は兵庫県神戸市中央区の町名。現行行政地名は中島通一丁目から中島通五丁目。郵便番号は651-0052。

## 地理
中央区東端の市街地北部に位置する。旧・葺合区内。東は灘区の青谷町、南は籠池通、西は中尾町、北西は葺合町、北は神仙寺通が隣接する。東から順に一～五丁目に分かれて住居表示する。住宅地域で集合住宅・一戸建て住宅が建ち並ぶ。

### 地価
住宅地の地価は、2014年（平成26年）1月1日の公示地価によれば、中島通2-5-14の地点で22万1000円/m2となっている。

## 歴史
大正5年（1916年）からの町名で、当初は神戸市、昭和6年（1931年）より同市葺合区、昭和55年（1980年）より同市中央区に所属。耕地整理事業に伴って命名された町名で、事業を請け負ったのが中嶋組でそれに因んだという説もあるが（葺合懐古三千年史）、明治43年の地籍図に既に「中島」という小字名が見られる。

### 沿革
- 大正5年（1916年）：神戸市葺合町から成立。
- 大正15年（1926年）：私立神戸成徳高等女学校（後の神戸龍谷中学校・高等学校）が地内に移転。
- 昭和49年（1974年）：中尾町・籠池通一～七丁目・葺合町の各一部を編入。

## 人口統計
- 平成17年国勢調査（2005年10月1日現在）での世帯数604、人口1,320、うち男性554人、女性766人[2]。
- 昭和63年（1988年）の世帯数750・人口1,821[3]。
- 昭和35年（1960年）の世帯数377・人口1,494[3]。
- 大正9年（1920年）の世帯数81・人口305[3]。

### 施設
一丁目
- 神戸中島郵便局
- 中島通公園

二丁目
- 神戸ルーテル神学校
- 「心に光を」メディアセンター
- 西日本福音ルーテル教会

三丁目
- 上春日野公園

四丁目
- 天理教攝神分教会

五丁目
- 神戸龍谷中学校・高等学校
- 歓喜寺 - 曹洞宗の仏教寺院。
- 光徳寺 - 浄土真宗本願寺派の仏教寺院。